# Francesco D'Andrea
Francesco D'Andrea (Ravello, 24 febbraio 1625 – Candela, 10 settembre 1698) è stato un giurista, filosofo e politico italiano.

## Biografia
Nato da una ricca famiglia di avvocati e giuristi di Ravello, seguì gli studi legali e si addottorò a Napoli, dove fu allievo di Giovanni Andrea Di Paolo, nel 1641. Sul finire del 1646 venne inviato dal viceré, il duca d'Arcos, a Chieti nell'Abruzzo citeriore in qualità di avvocato fiscale, con l'incarico di mediare le istanze municipaliste e antifeudali della città alla vigilia della rivoluzione napoletana del 1647-1648.
Frequentò l'Accademia di Camillo Colonna, dove si illustravano i fondamenti della filosofia atomista e si dava avvio al rinnovamento della cultura e della scienza napoletana. Fu membro e fondatore dell'Accademia degli Investiganti e difese strenuamente il sapere dei moderni nel testo, rimasto manoscritto, Apologia in difesa degli atomisti e nella Risposta a favore del Sig. Lionardo di Capoa (1694). Avvocato primario del Regno di Napoli, D'Andrea viaggiò e partecipò alla vita intellettuale e agli studi scientifici in molti ambienti culturali italiani.
Morì l'11 settembre 1698 nel palazzo Doria a Candela.